# John Marshall
John Marshall (24 de setembro de 1755 — 6 de julho de 1835) foi um político e advogado norte-americano que serviu como o quarto Juiz-Chefe dos Estados Unidos de 1801 até sua morte em 1835. Marshall continua sendo o presidente de justiça mais antigo e o quarto mais antigo servindo como juiz na história da Suprema Corte norte-americana, com ele sendo considerado como um dos juízes mais influentes a fazer parte da Suprema Corte. Antes disso, Marshall ainda atuou como Secretário de Estado sob o presidente John Adams.

## Vida
Marshall nasceu em Germantown na Colônia da Virgínia em 1755. Após a eclosão da Guerra Revolucionária Americana, ele se juntou ao Exército Continental, servindo em inúmeras batalhas. Durante os estágios posteriores da guerra, ele foi admitido na ordem dos advogados do estado e venceu a eleição para a Câmara de Delegados da Virgínia. Marshall apoiou a ratificação da Constituição dos Estados Unidos e desempenhou um papel importante na ratificação desse documento pela Virgínia. A pedido do presidente Adams, Marshall viajou para a França em 1797 para ajudar a pôr fim aos ataques aos navios americanos. No que ficou conhecido como o caso XYZ, o governo da França recusou-se a abrir negociações, a menos que os Estados Unidos concordassem em pagar subornos. Depois de retornar aos Estados Unidos, Marshall venceu a eleição para a Câmara dos Representantes dos Estados Unidos e emergiu como líder do Partido Federalista no Congresso. Ele foi nomeado secretário de Estado em 1800 após uma mudança de gabinete, tornando-se uma figura importante na administração de Adams.
Em 1801, Adams nomeou Marshall para a Suprema Corte. Marshall rapidamente emergiu como a figura-chave no tribunal, em grande parte devido à sua influência pessoal com os outros juízes. O caso de 1803 de Marbury v. Madison apresentou o primeiro caso importante ouvido pelo Tribunal Marshall. Em sua opinião para o tribunal, Marshall defendeu o princípio da revisão judicial, segundo o qual os tribunais podem derrubar as leis federais e estaduais se elas entrarem em conflito com a Constituição. A detenção de Marshall evitou conflito direto com o poder executivo, que era liderado pelo presidente democrata-republicano Thomas Jefferson. Ao estabelecer o princípio de revisão judicial e ao mesmo tempo evitar confrontos entre os ramos, Marshall ajudou a implementar o princípio de separação de poderes e cimentar a posição do judiciário americano como um ramo independente e igualitário do governo.

Depois de 1803, muitas das principais decisões emitidas pelo Tribunal Marshall confirmaram a supremacia do governo federal e da Constituição federal sobre os estados. Em Fletcher v. Peck e Dartmouth College v. Woodward, o tribunal invalidou as ações estaduais porque violaram a cláusula do contrato. A decisão do tribunal em McCulloch v. Maryland manteve a constitucionalidade do Segundo Banco dos Estados Unidos e estabeleceu o princípio de que os estados não podiam tributar instituições federais. Os casos de Martin v. Hunter's Lessee e Cohens v. Virginia estabeleceu que a Suprema Corte poderia ouvir apelações de tribunais estaduais em questões civis e criminais. A opinião de Marshall no caso Gibbons v. Ogden estabeleceu que a Cláusula de Comércio proíbe os estados de restringir a navegação. No caso de Worcester v. Georgia, Marshall sustentou que o estatuto criminal da Geórgia que proibia não-nativos americanos de estarem presentes em terras nativas americanas sem uma licença do estado era inconstitucional. Marshall morreu em 1835 e Jackson nomeou Roger Taney como seu sucessor.